# VL Humu
Die VL Humu war ein 1944 vom staatlichen finnischen Flugzeugbauunternehmen Valtion lentokonetehdas gebautes Jagdflugzeug der finnischen Luftstreitkräfte.

## Geschichte
Die Entscheidung für den Bau der Humu basierte auf der mit 44 Stück geringen Anzahl von Brewster F2A der finnischen Luftstreitkräfte. Torsti Verkkola, Arvo Ylinen und Martti Vainio sollten das Projekt leiten. Die Luftstreitkräfte bestellten ursprünglich 90 Flugzeuge dieses Typs, aber bereits nach dem Bau des ersten Exemplars wurde die Fertigung wieder eingestellt. Das Flugzeug erhielt das Kennzeichen HM-671 und der Erstflug fand am 8. August 1944 statt.

## Konstruktion
Die Humu basierte auf der amerikanischen Brewster F2A. Sie wurde wegen der Knappheit an Metallen weitestgehend aus Holz gebaut. Das Grundgerüst bestand dennoch aus Stahl und war stark an die Konstruktion der Vorlage von Brewster angelehnt.
Sie war 250 Kilogramm schwerer als berechnet, das Triebwerk zu schwach und das Flugzeug entsprach insgesamt nicht dem Standard eines Jagdflugzeuges des Jahres 1944.

## Nutzung
Die HM-671 flog insgesamt 19 Stunden und 50 Minuten.
Die vollständig restaurierte HM-671 ist im Finnischen Luftwaffenmuseum ausgestellt.

## Technische Daten
| Kenngröße             | Daten                                            |
| --------------------- | ------------------------------------------------ |
| Besatzung             | 1                                                |
| Länge                 | 8,03 m                                           |
| Spannweite            | 10,67 m                                          |
| Höhe                  | 3,66 m                                           |
| Flügelfläche          | 19,40 m²                                         |
| Flügelstreckung       | 5,9                                              |
| Startmasse            | 2895 kg                                          |
| Höchstgeschwindigkeit | 430 km/h                                         |
| Steigrate             | 13,3 m/s                                         |
| Dienstgipfelhöhe      | 8000 m                                           |
| Triebwerk             | ein Schwezow M-63 mit 746 kW (1.015 PS) Leistung |
| Bewaffnung            | zwei 12,7-mm-LKK/42-MGs                          |